# Jívová
Jívová település Csehországban, a Olomouci járásban. Jívová Dolany, Libavá, Domašov nad Bystřicí, Hraničné Petrovice, Domašov u Šternberka és Hlubočky településekkel határos. Lakosainak száma 647 fő (2024. január 1.).

## Népesség
A település lakosságának változását az alábbi diagram mutatja:
| Lakosok száma | 1966 | 1912 | 1511 | 718  | 609  | 530  | 580  | 591  | 616  | 647  |
|               | 1869 | 1890 | 1921 | 1950 | 1980 | 2001 | 2017 | 2019 | 2022 | 2024 |